# Live Europe '83
Albums de Joan Baez
Honest Lullaby
(1979) Recently
(1987)
Live Europe '83 est un album live de Joan Baez sorti en 1984.

## Titres
Toutes les chansons sont écrites et composées par Joan Baez sauf indication contraire.
| 1.  | Farewell Angelina                  | Bob Dylan                       | 3:05 |
| 2.  | Warriors of the Sun                |                                 | 4:18 |
| 3.  | A Hard Rain's A-Gonna Fall         | Bob Dylan                       | 5:42 |
| 4.  | Lady Di and I                      |                                 | 4:40 |
| 5.  | Wozu sind Kriege da                | Udo Lindenberg                  | 4:12 |
| 6.  | Wenn unsere Brüder kommen          | Konstantin Wecker               | 2:39 |
| 7.  | (For the) Children of the Eighties |                                 | 4:09 |
| 8.  | The Love Inside                    | Barry Gibb                      | 3:52 |
| 9.  | Me and Bobby McGee                 | Kris Kristofferson, Fred Foster | 3:32 |
| 10. | No Woman, No Cry                   | Bob Marley                      | 3:46 |
| 11. | Imagine                            | John Lennon                     | 3:16 |
| 12. | Jaria Hamuda                       | Ahmed Hamza                     | 1:40 |
| 13. | Here's to You                      | Joan Baez, Ennio Morricone      | 2:31 |
| 14. | Land of a Thousand Dances          | Antoine Domino, Chris Kenner    | 3:14 |

| 1.  | Farewell Angelina                  | Bob Dylan                       | 3:05 |
| 2.  | Warriors of the Sun                |                                 | 4:18 |
| 3.  | A Hard Rain's A-Gonna Fall         | Bob Dylan                       | 5:42 |
| 4.  | Lady Di and I                      |                                 | 4:40 |
| 5.  | A Tous Les Enfants                 | Boris Vian, Claude Vence        | 2:50 |
| 6.  | Prendre un enfant                  | Yves Duteil                     | 4:11 |
| 7.  | (For the) Children of the Eighties |                                 | 4:09 |
| 8.  | The Love Inside                    | Barry Gibb                      | 3:52 |
| 9.  | Me and Bobby McGee                 | Kris Kristofferson, Fred Foster | 3:32 |
| 10. | No Woman, No Cry                   | Bob Marley                      | 3:46 |
| 11. | Imagine                            | John Lennon                     | 3:16 |
| 12. | Jaria Hamuda                       | Ahmed Hamza                     | 1:40 |
| 13. | Here's to You                      | Joan Baez, Ennio Morricone      | 2:31 |
| 14. | Land of a Thousand Dances          | Antoine Domino, Chris Kenner    | 3:14 |